# Barnstead
Barnstead és una població dels Estats Units a l'estat de Nou Hampshire. Segons el cens del 2000 tenia 3.886 habitants.

## Demografia
Segons el cens del 2000, Barnstead tenia 3.886 habitants, 1.422 habitatges, i 1.096 famílies. La densitat de població era de 35,8 habitants per km².
Dels 1.422 habitatges en un 34,9% hi vivien nens de menys de 18 anys, en un 66,2% hi vivien parelles casades, en un 6,3% dones solteres, i en un 22,9% no eren unitats familiars. En el 17% dels habitatges hi vivien persones soles el 5,3% de les quals corresponia a persones de 65 anys o més que vivien soles. El nombre mitjà de persones vivint en cada habitatge era de 2,73 i el nombre mitjà de persones que vivien en cada família era de 3,08.
Per edats la població es repartia de la següent manera: un 26,4% tenia menys de 18 anys, un 6,2% entre 18 i 24, un 29,4% entre 25 i 44, un 27,1% de 45 a 60 i un 10,9% 65 anys o més.
L'edat mediana era de 39 anys. Per cada 100 dones de 18 o més anys hi havia 102,4 homes.
La renda mediana per habitatge era de 47.449$ i la renda mediana per família de 49.404$. Els homes tenien una renda mediana de 34.130$ mentre que les dones 24.904$. La renda per capita de la població era de 19.773$. Entorn del 2,8% de les famílies i el 3,8% de la població estaven per davall del llindar de pobresa.